# Enriqueta Compte y Riqué
Enriqueta Compte y Riqué, née le 31 décembre 1866 à Barcelone et morte le 18 octobre 1949 à Montevideo, est une enseignante et pédagogue uruguayenne.
Elle est la fondatrice du premier jardin d'enfants, c'est-à-dire de la première école maternelle, en Amérique du Sud en 1892. Elle connue pour avoir contribué de façon décisive à l'enseignement préscolaire en Uruguay et plus largement en Amérique latine.

## Biographie
Enriqueta Compte y Riqué naît le 31 décembre 1866 à Barcelone en Espagne. Ses parents sont espagnols, ils émigrent en Uruguay lorsqu'elle est encore enfant. Elle a une forte myopie, mais elle réussit à surmonter ses difficultés visuelles et se consacre à des études d'enseignement. Elle obtient à 19 ans son diplôme d'enseignante de premier niveau, puis obtient en 1886 le diplôme d'enseignante supérieure. L'année suivante, elle est nommée directrice adjointe de l'Institut normal des jeunes filles fondé cinq ans auparavant par María Stagnero de Munar. La même année, Enriqueta Compte y Riqué est envoyée en Europe dans le cadre d'une mission officielle pour le gouvernement de Máximo Tajes, afin de se spécialiser dans l'éducation préscolaire. Elle est chargée de recueillir les enseignements et les expériences de Friedrich Fröbel, et parcourt pour cela la Belgique, l'Allemagne, les Pays-Bas, la France et la Suisse.
Elle revient de ce voyage en septembre 1890 et rédige un rapport dans lequel elle exprime « l'espoir de réaliser dans la République la création de ces établissements, se rapprochant de l'idéal de Fröbel, et de les intégrer dans l'organisation publique de l'enseignement primaire ».
Enriqueta Compte réalise de nombreuses publications sur les enfants de trois à six ans, et les fait paraître dans des revues et des livres spécialisés. Elle présente des méthodes psychologiques et pédagogiques, tendant à étudier et éduquer les enfants dans le respect de leur individualité et de leur capacité d'apprentissage personnelle.
Elle est par ailleurs membre de plusieurs associations dont les objectifs sont les droits des femmes, la lutte contre la tuberculose, comme la Ligue uruguayenne contre la tuberculose, ainsi que contre l'alcoolisme et contre la traite des femmes.
Son travail est précurseur d'une éducation laïque, basée sur l'égalité sociale et le dépassement des préjugés et des obstacles qui, selon elle, sont néfastes pour l'élève comme pour l'enfant en tant qu'être humain ne méritant pas d'être marginalisé dans un monde plein d'ouvertures et de possibilités diverses.
Elle révèle son grand principe moral comme éducatrice en déclarant :

« Chaque fois que j'ouvre mon école, j'ai deux angoisses intérieures, mais je suis sûre d'être heureuse si elles sont satisfaites : l'une est de faire quelque chose de nouveau, l'autre est de corriger les défauts observés la veille. »

## Jardin d'enfants
Quand le Jardin d'enfants de Montevideo est fondé, ce n'est pas la réplique de ce qu'Enriqueta Compte a observé en Europe, même si certaines choses sont restées. Inspirée par la pensée de José Pedro Varela, elle a finalement préfiguré la politique actuelle d'enseignement préscolaire obligatoire,. Elle a aussi inspiré les enseignants du préscolaire de plusieurs autres pays, dont l'Argentine.

## Hommages

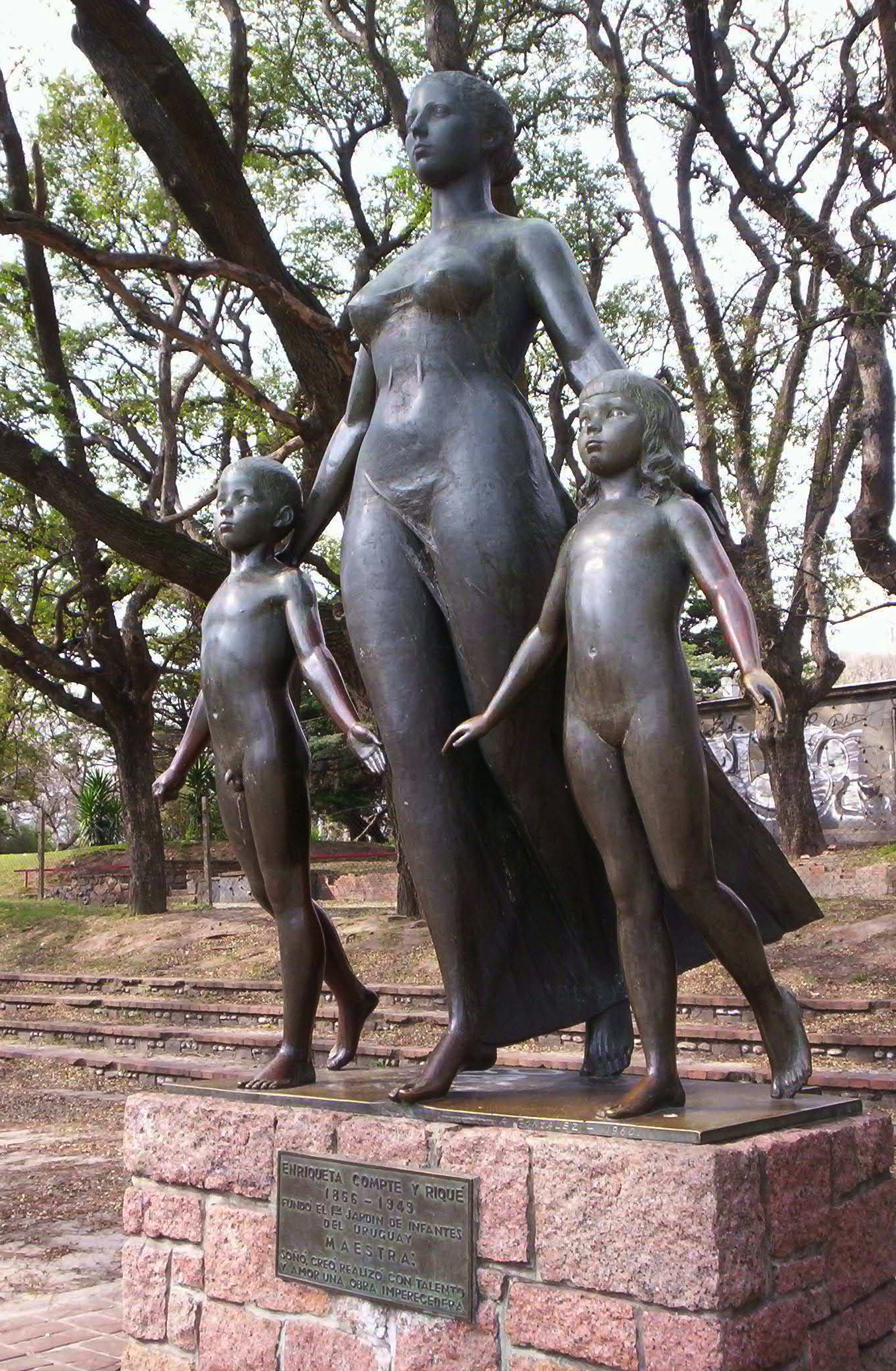
Monument la représentant, dans le coin des enfants du Parc Rodó, par le sculpteur uruguayen Armando González.

La plus ancienne école maternelle du continent sud-américain, fondée par Enriqueta Compte en 1892 dans le quartier d'Aguada, porte son nom, ainsi qu'une rue de Montevideo.
La poste uruguayenne émet un timbre-poste en son honneur le 8 mars 2016, à l'occasion de la journée internationale des femmes.

## Publications
- Lecciones de mi escuela, 1933 (« Leçons de mon école »).
- Estudio y Trabajo, 1933 (« Étude et Travail »).
- Canciones y juegos de mi escuela, 1948 (« Chansons et jeux de mon école »).